# Бикжанов, Ибрагим Паскаевич
Ибрагим Паскаевич Бикжанов (1895—1988) — советский военачальник, генерал-майор (1940), участник Первой мировой, Гражданской и Великой Отечественной войн. В 1941 году попал в немецкий плен, после освобождения вернулся в СССР. В отставке с 1950 года.

## Биография
Родился 17 ноября 1895 года в селе Болотце Рязанской губернии в крестьянской семье. Касимовский татарин. После окончания трёх классов сельской школы работал в отцовском хозяйстве.
В марте 1915 года был призван в Русскую императорская армию, служил в 42-м Сибирском стрелковом полку 11-й Сибирской стрелковой дивизии. В 1916 году окончил учебную команду этого полка. Принимал участие в Первой мировой войне, воевал в составе того же полка и дивизии на Западном фронте. В июле 1916 года получил ранение в ногу. После госпиталя служил в запасном полку 11-й Сибирской стрелковой дивизии, с мая 1917 — в 2-й Московской школе военных шоферов. В октябре 1917 года принял участие в Октябрьском вооружённом восстании в Москве на стороне красных. После победы восстания покинул армию в чине звания старшего унтер-офицера, работал в Московском ревкоме. С январе 1918 года служил на станции Курск военным представителем.
В ноябре 1918 года Бикжанов добровольно вступил в Рабоче-крестьянскую Красную армию. Служил в 1-м кавалерийском полку и в автомотоциклетной роте 9-й стрелковой дивизии, с августа 1919 — в запасном стрелковом полку в Рязани. Окончил 2-е Московские кавалерийские командные курсы в 1920 году. С января 1920 — командир эскадрона 1-й кавалерийской бригады 14-й кавалерийской дивизии Первой Конной армии, был ранен в кавалерийском бою (получил удар в руку шашкой). Принимал участие в Гражданской войне в боевых действиях на Южном фронте, против войск Деникина и Врангеля.
С марта 1921 года — командир 1-го отдельного Бухарского кавалерийского полка на Туркестанском фронте, участвовал в боях с басмачами в Бухаре и Таджикистане. С января 1924 года Бикжанов командовал эскадроном курсантов в Объединённой Среднеазиатских национальностей военной школе в Ташкенте. В 1926—1927 годах учился на Кавалерийских курсах усовершенствования комсостава кавалерии в Новочеркасске. С августа 1927 года служил во 2-м Туркменском кавалерийском полку (г. Ашхабад), занимая должности помощника начальника и начальника штаба полка, начальника полковой школы. С декабря 1929 года — начальник штаба отдельного Узбекского кавалерийского полка (г. Самарканд). В его составе в апреле-июне 1931 года принимал участие в боях с басмаческими отрядами Ибрагим-бека. С октября 1933 по ноябрь 1936 года — командир 48-го отдельного Казахского территориального кавалерийского полка (г. Алма-Ата), в марте 1936 года вошедшего в состав 6-й Узбекской кавалерийской дивизии. В мае 1936 года дивизия была переименована в 19-ю горнокавалерийскую, а полк — в 48-й кавалерийский. С ноября 1936 по октябрь 1938 года был помощником (заместителем) командира 19-й горнокавалерийской дивизии Среднеазиатского военного округа (Самарканд). В 1937 году участвовал в Синьцзянском походе на территорию Китая.
31 октября 1938 года назначен командиром 16-й кавалерийской дивизии в Ленинградском военном округе с присвоением воинского звания комбриг. 16 июля 1940 года назначен командиром 29-й моторизованной дивизии 6-го механизированного корпуса Западного особого военного округа.
В начале Великой Отечественной войны дивизия Бикжанова принимала участие в Белостокско—Минском оборонительном сражении, действуя в составе 10-й армии. В июле 1941 года она попала в окружение в районе Гродно, Лида, Новогрудок и в последующих боях распалась на отдельные группы. 17 июля 1941 года Бикжанов, зарыв в землю свои документы и форму, переоделся в штатское, после чего вместе с небольшой группой офицеров своей дивизии попытался выйти из окружения, но 25 июля попал в плен в деревне Заболотье Пуховичского района Минской области. Первоначально содержался в лагере для военнопленных у города Пуховичи, затем в польском городе Замосць. В апреле 1942 года он был переправлен в концентрационный лагерь Хаммельбург, в июле 1943 в лагерь военнопленных в Нюрнберге, в сентябре 1943 — в крепостную тюрьму Вайсенбург. 29 апреля 1945 года Бикжанов был освобождён частями 3-й американской армии. 5 июня 1945 года Бикжанов через советскую военную миссию по репатриации в Париже был отправлен в Москву. Прошел спецпроверку СМЕРШ в Москве.
В декабре 1945 года он был восстановлен в кадрах Красной Армии. До апреля 1946 года находился в распоряжении Главного управления кадров Наркомата обороны СССР, в апреле 1946 года направлен на учёбу. В марте 1947 года Бикжанов окончил курсы командиров дивизий при Военной академии имени Фрунзе, после чего занял должность начальника военной кафедры Алма-Атинского университета.
4 апреля 1950 года он был уволен в отставку по болезни.
Умер 17 декабря 1988 года в г. Ташкент, похоронен на Домбрабадском кладбище.

## Награды
- Орден Ленина (5.11.1946)
- Три ордена Красного Знамени (4.10.1923, 6.05.1946, 20.06.1949)
- Орден Отечественной войны 1-й степени (11.03.1985)
- орден Красной Звезды Бухарской Народной Республики 2-й степени
- орден Красного Полумесяца Бухарской Народной Республики 3-й степени (20.06.1927)[7]
- Орден Трудового Красного Знамени Узбекской ССР (5.11.1931)[1]
- Ряд медалей СССР.

## Воинские звания
- Полковник (17 февраля 1936)
- Комбриг (31 октября 1938)
- Генерал-майор (4 июня 1940)[1]